# Upper Swell
Upper Swell – wieś w Anglii, w Gloucestershire, w dystrykcie Cotswold, w civil parish Swell. W 1931 roku civil parish liczyła 97 mieszkańców. Upper Swell jest wspomniana w Domesday Book (1086) jako Su(u)elle.